# Ptychoglossus gorgonae
Espèce
Ptychoglossus gorgonae est une espèce de sauriens de la famille des Gymnophthalmidae.

## Répartition
Cette espèce se rencontre sur la côte pacifique dans le sud de la Colombie et en Équateur ainsi que sur les îles de Gorgona et de Gorgonilla.

## Étymologie
Cette espèce est nommée en référence au lieu de sa découverte : l'île Gorgona.

## Publication originale
- Harris, 1994 : Review of the teiid lizard genus Ptychoglossus. Herpetological Monographs, vol. 8, p. 226-275.